# جون ألرد
جون ألرد (بالإنجليزية: John Allred)‏ هو لاعب كرة قدم أمريكية أمريكي، ولد في 9 سبتمبر 1974 في ديل مار في الولايات المتحدة.

## وصلات خارجية
- جون ألرد على موقع مرجع كرة القدم المحترفة.كوم (الإنجليزية)